# Fenylen

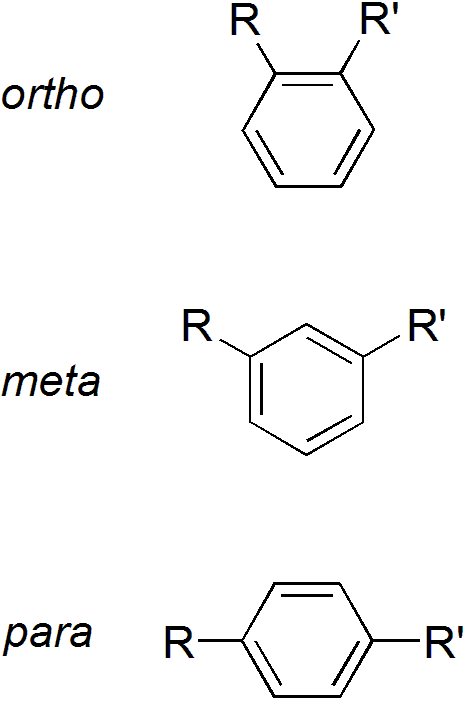

Fenylengruppen är en funktionell grupp inom organisk kemi. Den består av en disubstituerad bensenring -C6H4-. Tre positionsisomerer förekommer orto, meta och para. Ett exempel på fenylengruppen är den ledande polymeren poly(p-fenylen).